# São Facundo e Vale das Mós
São Facundo e Vale das Mós (oficialmente: União das freguesias de São Facundo e Vale das Mós)é uma freguesia portuguesa do município de Abrantes, com 104,91 km² de área e 1265 habitantes (censo de 2021). A sua densidade populacional é 12,1 hab./km².

## História
Foi constituída em 2013, no âmbito de uma reforma administrativa nacional, pela agregação das antigas freguesias de São Facundo e Vale das Mós com sede em São Facundo.

## Demografia
A população registada nos censos foi:
| Distribuição da População por Grupos Etários | Distribuição da População por Grupos Etários | Distribuição da População por Grupos Etários | Distribuição da População por Grupos Etários | Distribuição da População por Grupos Etários | Distribuição da População por Grupos Etários |
| -------------------------------------------- | -------------------------------------------- | -------------------------------------------- | -------------------------------------------- | -------------------------------------------- | -------------------------------------------- |
| Antes da agregação                           |                                              |                                              |                                              |                                              |                                              |
| Ano                                          | 0-14 anos                                    | 15-24 anos                                   | 25-64 anos                                   | >= 65 anos                                   | Total                                        |
| 2001                                         | 148                                          | 186                                          | 897                                          | 649                                          | 1880                                         |
| 2011                                         | 128                                          | 100                                          | 746                                          | 541                                          | 1515                                         |
| Após a agregação                             |                                              |                                              |                                              |                                              |                                              |
| Ano                                          | 0-14 anos                                    | 15-24 anos                                   | 25-64 anos                                   | >= 65 anos                                   | Total                                        |
| 2021                                         | 103                                          | 79                                           | 599                                          | 484                                          | 1265                                         |